# Argumento del precio
En lógica, argumento del precio o recurrir al dinero es una falacia que se produce cuando se supone que, si algo cuesta una gran cantidad de dinero, entonces debe de ser mejor. También se da si se supone que, si alguien tiene una gran cantidad de dinero, entonces será también una mejor persona en alguna otra faceta.

## Ejemplos
- Puede ser que este producto tenga mejores características, pero este otro es más caro y elitista, así que debe de ser mejor.
- El vino de la cosecha del 45 es increíble: cada botella cuesta tres mil euros. ¡No lo puedes ni comparar con el ganador de este año!